# Jorge Bechara
Jorge Bechara (Buenos Aires, 1 de diciembre de 1969) es un director , guionista y showrunner argentino.

## Trayectoria
Tras cursar en el Instituto de Arte Cinematográfico de Avellaneda se especializa en ficción audiovisual, primero en Artear Canal 13, luego integrando el equipo de dirección de Pol-Ka Producciones.
Director asistente en Verdad Consecuencia, Carola Casini, Gasoleros, Campeones de la vida, El sodero de mi vida, 099 Central y Epitafios HBO entre otras ficciones prime time como Locas de amor y Amas de casa desesperadas de Buena Vista International.
Dirige ciclos Prime time como Primicias, 099 Central, Soy gitano, Hombres de honor, Sos mi vida, Son de fierro, El hombre que volvió de la muerte, Amas de casa desesperadas, Por amor a vos y Enseñame a vivir, Malparida, Herederos de una venganza, Lobo, Sos mi hombre, Farsantes, el unitario anual de Fundación Huésped, Una vida posible, Ultimátum y Cuéntame cómo pasó para Televisión Pública Argentina,  Bia y Bia: Un mundo al revés para The Walt Disney Company Latin America. Consejo Profesional en Directores Argentinos Cinematográficos. Showrunner El primero de nosotros para Paramount Networks Americas. Guionista Un crimen argentino para Warner Bros. Pictures.
Showrunner
- El primero de nosotros (60 episodios) (2022) (Paramount+)  ( Telefe)

Director
- Las reglas del boxeador (2026) (The Walt Disney Company Latin America)
- Bia: Un mundo al revés (2021) (The Walt Disney Company Latin America)
- Bia (120 episodios) (2019/2020) (The Walt Disney Company Latin America)
- Cuéntame cómo pasó (80 episodios) (2017) (Televisión Pública Argentina)
- Ultimátum (12 episodios) (2016)
- Una vida posible (2013)
- Farsantes (31 episodios) (2013)
- Sos mi hombre (40 episodios) (2012/13)
- Lobo (telenovela) (42 episodios) (2012)
- Herederos de una venganza (146 episodios) (2011/2012)
- Malparida (135 episodios) (2010)
- Enseñame a vivir (36 episodios) (2009)
- Por amor a vos (15 episodios) (2008)
- Amas de casa desesperadas (16 episodios) (2008) (Buena Vista International)
- El hombre que volvió de la muerte (2007) (7 episodios) (2007)
- Son de Fierro (132 episodios) (2007/2008)
- Sos mi vida (24 episodios) (2006)
- Hombres de honor (100 episodios) (2005)
- Botines (miniserie) (El Diario de Carla) (2005)
- Padre coraje (1 episodio) (2004)
- Locas de amor (1 episodio) (2004)
- Soy gitano (59 episodios) (2003)
- 24 hs en la city (film) (director de un segmento) (2003)
- 099 Central (24 episodios) (2002)
- El sodero de mi vida (28 episodios) (2001)
- Primicias (36 episodios) (2000)
- Campeones de la vida (50 episodios) (1999/2000)
- Gasoleros (21 episodios) (1998)
- Verdad Consecuencia (1 episodio) (1997)

- "Esto no está bien" (videoclip) Héroes y Tumbas (1994)
- "Como relámpago en la oscuridad" (videoclip) Logos (1993)

- "Fuego Libre" (1992) (Corto)

Asistente de dirección
- Amas de casa desesperadas (2006) (Buena Vista International)
- Botines (2005)
- Locas de amor (2004)
- Epitafios (HBO) (2004)
- Soy gitano (2003)
- El sodero de mi vida (2001)
- Campeones de la vida (1999/2000)
- Gasoleros (1998)
- Carola Casini (1997)
- Verdad Consecuencia (1997)

## Filmografía
Guionista
- Un crimen argentino (2022) (Warner Bros. Pictures)
- 24 hs en la City (2003)
- Cacería (2002)

Asistente de dirección
- 18-J (film) (2004)
- Más allá del límite (1995)
- La terraza (1992)
- Malevo (1990) (corto)
- Pasado en alquiler (1990) (corto)

Segundo asistente de dirección
- Juego limpio (1992)

Actor
- Doble filo (2006) (telefilm) …Matón 1

## Premios y reconocimientos
- Premio Sur Academia de las Artes y Ciencias Cinematográficas de la Argentina Mejor Guion Adaptado Un crimen argentino
- Premio Martín Fierro APTRA Mejor Ficción El primero de nosotros
- Premio Cóndor de Plata Asociación de Cronistas Cinematográficos de la Argentina (ACCA) Mejor Guion Adaptado Un crimen argentino
- Mención Especial de la asociación Directores de Obras Audiovisuales para Televisión (DOAT) a la mejor dirección en televisión en el rubro Serie Juvenil por Bia
- Premio de DAC Directores Argentinos Cinematográficos la trayectoria profesional audiovisual
- Premio Martín Fierro de APTRA a la mejor dirección de ficción por Cuéntame cómo pasó (nominación)
- Mención Especial de la asociación Directores de Obras Audiovisuales para Televisión (DOAT) a la mejor dirección en televisión en el rubro Ficción Drama por Cuéntame cómo pasó
- Premio Tato de la Cámara Argentina de Productoras Independientes de Televisión (CAPIT) a la mejor dirección de televisión en el rubro Drama por Cuéntame cómo pasó (nominación)
- Premio Martín Fierro APTRA a la Mejor dirección de ficción por Farsantes
- Premio Tato de la Cámara Argentina de Productoras Independientes de Televisión (CAPIT) a la mejor dirección de televisión en el rubro Drama por Farsantes
- Premio Martín Fierro APTRA a la Mejor dirección en ficción por Malparida (nominación)